# Robert Renner
Robert Renner (Celje, 8 marzo 1994) è un ex astista sloveno, detentore dei record nazionali di specialità.

## Palmarès
| Anno | Manifestazione    | Sede           | Evento           | Risultato | Prestazione | Note                                   |
| ---- | ----------------- | -------------- | ---------------- | --------- | ----------- | -------------------------------------- |
| 2011 | Mondiali allievi  | Lilla          | Salto con l'asta | Oro       | 5,25 m      |                                        |
| 2012 | Mondiali juniores | Barcellona     | Salto con l'asta | 5º        | 5,40 m      |                                        |
| 2013 | Europei indoor    | Göteborg       | Salto con l'asta | 16º (q)   | 5,50 m      |                                        |
| 2015 | Europei indoor    | Praga          | Salto con l'asta | 15º (q)   | 5,25 m      |                                        |
| 2015 | Europei under 23  | Tallinn        | Salto con l'asta | Oro       | 5,55 m      | Miglior prestazione nazionale under 20 |
| 2015 | Mondiali          | Pechino        | Salto con l'asta | 13º       | 5,50 m      |                                        |
| 2016 | Europei           | Amsterdam      | Salto con l'asta | Bronzo    | 5,50 m      |                                        |
| 2016 | Giochi olimpici   | Rio de Janeiro | Salto con l'asta | 22º (q)   | 5,45 m      |                                        |
| 2022 | Mondiali          | Eugene         | Salto con l'asta | 27º (q)   | 5,50 m      |                                        |
| 2022 | Europei           | Monaco         | Salto con l'asta | 20º (q)   | 5,25 m      |                                        |
| 2023 | Europei indoor    | Istanbul       | Salto con l'asta | 16º (q)   | 5,20 m      |                                        |

## Altre competizioni internazionali
2017
- Argento agli Europei a squadre ( Tel Aviv), salto con l'asta - 5,50 m